# Němčice (Předslav)
Němčice jsou vesnice a část obce Předslav v okrese Klatovy. Nachází se asi 5,5 kilometru východně od Předslavi. Němčice leží v katastrálním území Němčice u Klatov o rozloze 4,6 km².

## Historie
První písemná zmínka o Němčicích pochází z roku 993. V tomto roce se dostala klášteru břevnovskému jako farní ves. Kdy přestaly být Němčice v držení břevnovského kláštera, není známo. Uvádí se, že to mohlo být po vzniku cisterciáckého kláštera u Nepomuka v roce 1145, kdy  Němčice přešly pod jeho správu. Tento klášter byl v roce 1380 postižen morem a poté se část majetku rozdala světské šlechtě. Zprávy o němčickém statku se v literatuře různí. Podle berního rejstříku plzeňského kraje byl statek v roce 1379 rozdělen na pět dílů. První zmínka o tvrzi je z roku 1437, kdy ji Broum z Němčic podstoupil Zdeslavovi z Němčic. Podle těchto autorů to byl právě Broum z Němčic, který tvrz nechal postavit začátkem 15. století. V roce 1501 je v rukou Čejků z Olbramovic. Roku 1636 kupují Němčice Perglárové z Perglasu. Posledním majitelem, který na tvrzi pobýval byl od roku 1665 Mikuláš Aleš Vítek ze Rzavého na Dobřejovicích a Chotovinách. Ten v roce 1668 statek prodal Maxmiliánu Valentinu z Martinic, který jej připojil k plánickému panství. Od té doby byla tvrz opuštěna a začala chátrat. Nejprve sloužila jako hospodářská budova a později až na vstupní věž byla zbořena. V první polovině 19. století byla vstupní věž upravena na byt a později zcela opuštěna.
Dům čp. 38 (před kostelem) postavil pan Kamil Goldscheider, židovského původu před první světovou válkou a provozoval zde obchod s koloniálním zbožím a jatka. Pan Goldscheider s manželkou a dvěma dětmi zahynuli v koncentračním táboře. Dům zdědila jeho dcera Regina, která si vzala křesťana. Po válce Regina pronajala dům a obchod Jiřímu Kastnerovi. Když se tento později se odstěhoval do Plzně, dům si pronajala Česká pošta a část sloužila jako byt. Jatka byla stržena začátkem 21. století pro havarijní stav.

## Obyvatelstvo
| Rok            | 1869 | 1880 | 1890 | 1900 | 1910 | 1921 | 1930 | 1950 | 1961 | 1970 | 1980 | 1991 | 2001 | 2011 | 2021 |
| -------------- | ---- | ---- | ---- | ---- | ---- | ---- | ---- | ---- | ---- | ---- | ---- | ---- | ---- | ---- | ---- |
| Počet obyvatel | 451  | 552  | 558  | 455  | 416  | 417  | 356  | 270  | 264  | 220  | 183  | 125  | 94   | 121  | 118  |
| Počet domů     | 59   | 63   | 64   | 64   | 66   | 62   | 74   | 75   | 71   | 65   | 62   | 72   | 71   | 71   | 73   |

## Obecní správa
Při sčítání lidu v letech 1850–1975 Němčice byly samostatnou obcí v okrese Klatovy. Od 1. ledna 1976 jsou částí obce Předslav v okrese Klatovy. V letech 1850–1876 k obci patřily Mlynářovice a Mlýnské Struhadlo a od 1. července 1975 do 31. prosince 1975 také Hůrka a Třebíšov.

## Pamětihodnosti

### Kostel Nanebevzetí Panny Marie
Novostavba z roku 1837 byla postavena na místě gotického kostela připomínaného již roku 1352. Původní kostel byl zbořen v roce 1834, ale jeho část zachována v pravé přední budovy. Původní kostel nevyhovoval svou velikostí a byl často zaplavován, a proto byla jeho podlaha zvýšena. Při přestavbě kostela byl přilehlý hřbitov přeložen ke kapli svatého Jana Křtitele, kde bylo také víc místa.[zdroj⁠?!]
V kostele je barokní a rokokové zařízení a vyřezávaná Pieta z 18. století a vzácné, raně barokní varhany.

#### Varhany
Raně barokní varhany pocházejí z kostela Nanebevzetí Panny Marie v Přešticích, kde na ně hrál a pro ně komponoval Jakub Jan Ryba. Do Němčického kostela, byly přemístěny poté, co do Přeštického kostela pořídili „nové“ romantické varhany.
V roce 2024 byly varhany restaurovány péčí Spolku pro záchranu varhan. Barokní varhany mají jiný zvuk než varhany romantické a dodneška se jich dochovala po celé Evropě jen hrstka.

### Kaple svatého Jana Křtitele
Renesanční osmibokou kapli postavila ve druhé polovině 17. století Marie Eusebie ze Šternberka, manželka Jaroslava Bořity z Martinic, nejvyššího purkrabího Českého království. Renesační oltář a další cenné vybavení odvezlo Plzeňské biskupství v začátkem 21. století, částečně bylo ukradeno nebo podlehlo zkáze. Sochy svatého Petra a svatého Josefa jsou dnes umístěny v kostele.[zdroj⁠?!]

### Tvrz
Původně gotická tvrz byla postavena buď Zdislavem Němcem z Němčic ve druhé polovině 14. století, nebo Broumem z Němčic na začátku 15. století. Později časté střídání majitelů. Roku 1668 připojena Maxmiliánem Valentinem z Martinic k plánickému panství a nebyla již obývána, později byla až na vstupní věž zbořena. Obdélné tvrziště obklopuje zachovalý obezděný příkop. Obytnou funkci měla kamenná vjezdová věž, zapojená do hradebního okruhu. Je zachována až do druhého patra.

### Bývalé děkanství
V patře byl byt děkana jako poloviční enfiláda s ložnicí a kanceláří na severní straně, a přijímací sál, odkud se vstupuje do oratoře, na jižní straně. V přízemí byl na jižní straně byt faráře, a na severni straně jsou černá a světlá kuchyně a spyžírna.
Donátory přestavby z roku 1784 byli Bořitové z Martinic, kteří získali v držení plánické panství v roce 1638 po jeho oddělení od zelenohorského panství. Na místě s největší pravděpodobností stála menší budova, snad renesanční či dokonce pozdně gotická. Přestavba budovu zdvojnásobila. O honosnou přestavbu děkanství se postaral Antonín Novák, snad levoboček Františka Karla z Martinic, který po sobě zanechal všude své iniciály.[zdroj⁠?!] Němčice byly v té době součástí pražské arcidiecéze a žili v nich dva kněží. V patře byl byt děkana a farář žil přízemí.
Pro Martinice bylo děkanství v Němčicích významné i tím, že Martinicové (a s malými přestávkami) zastávali úřad probošta vyšehradské kapituly. V té době byla Vyšehradská kapitula vyjmuta, mimo jurisdikci pražského arcibiskupství, přímo podřízená papeži. Děkanát v Němčicích bylo v té době mocenské sídlo, které představovalo sílu a moc rodu Martiniců, kteří kromě vyšehradského probošta zastávali i úřad královského správce.[zdroj⁠?!]
Po založení Plzeňské diecéze v roce 1992, bylo Němčické děkanství podřízeno plzeňskému biskupovi a následně zrušeno. Dnes Nemčice patří k plánické farnosti.[zdroj⁠?!]

## Galerie

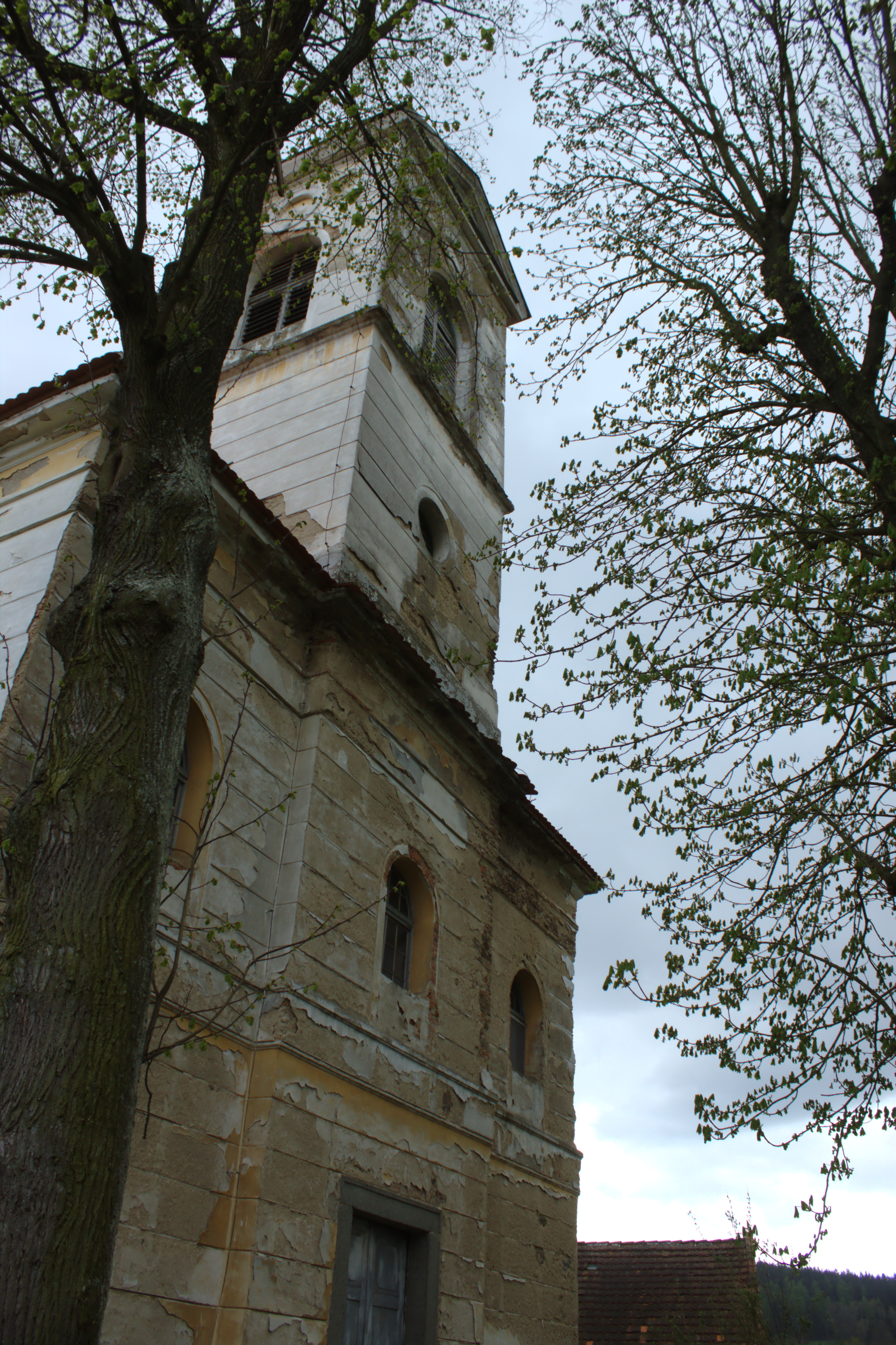
Průčelí kostela
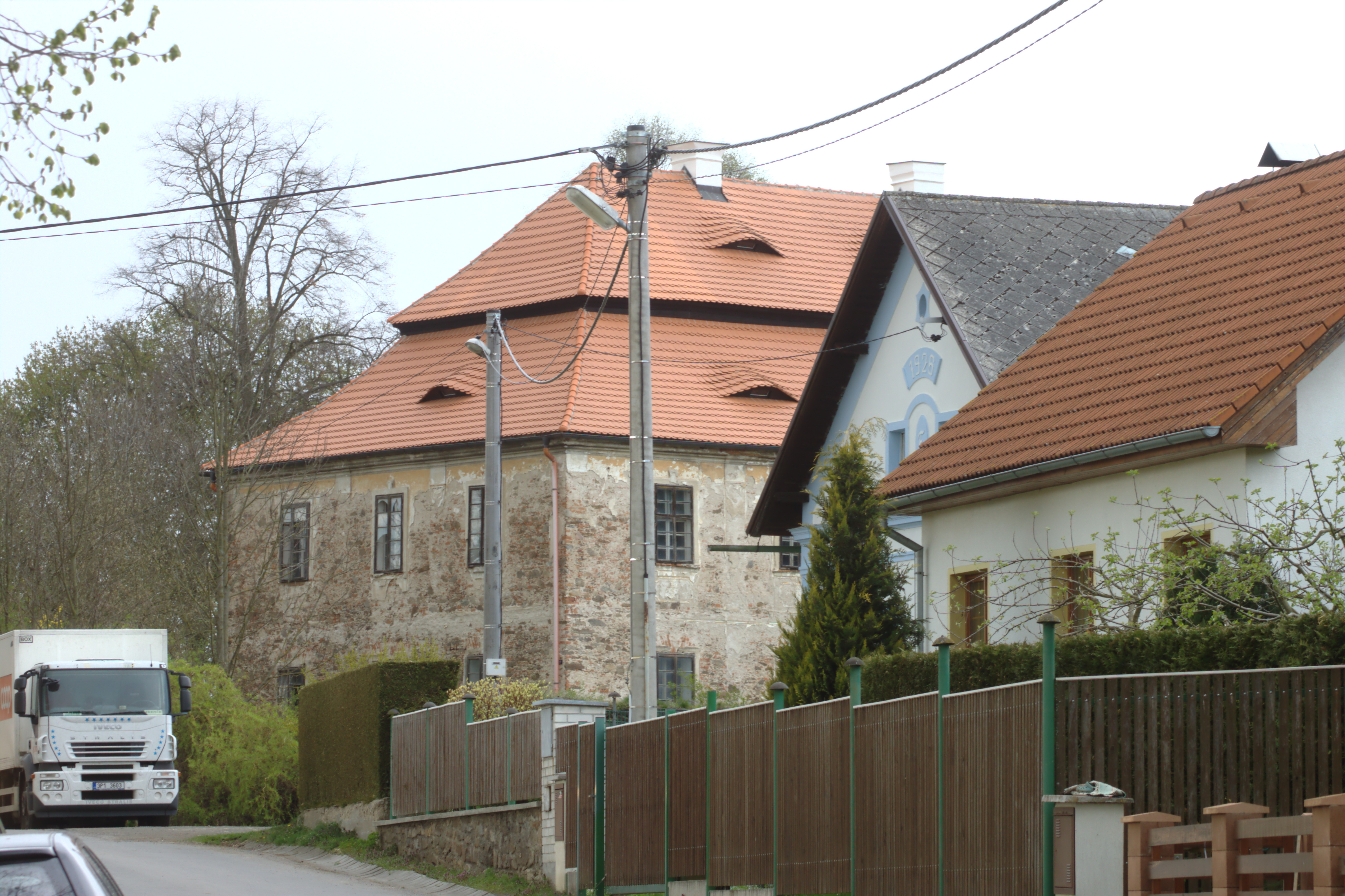
Bývalé děkanství s farou
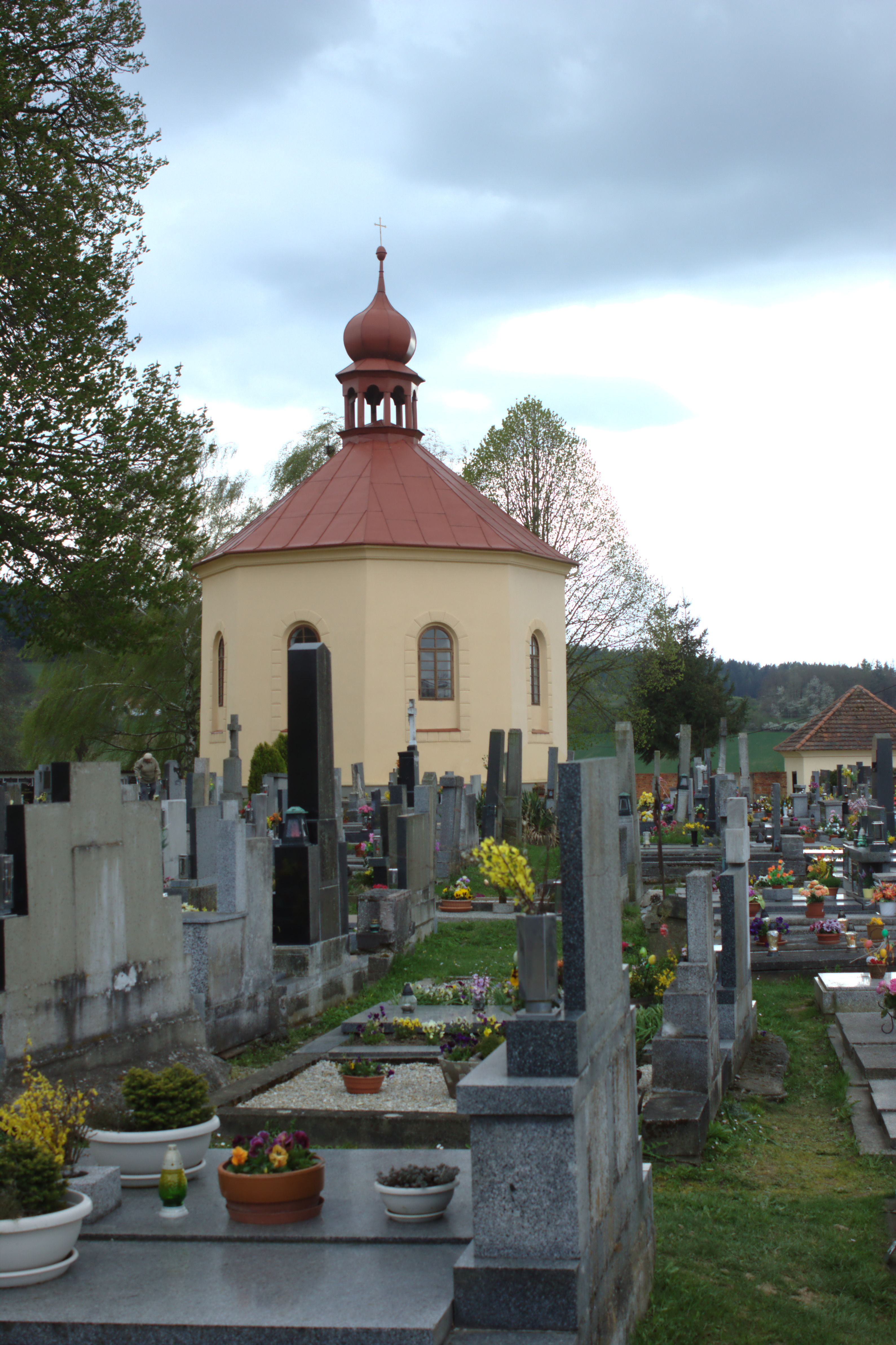
Hřbitov s kaplí